# ヴァン・マッコイ
ヴァン・マッコイ（Van McCoy、1940年1月6日 - 1979年7月6日）は、アメリカ合衆国のミュージシャン、作曲家。1975年のヒット曲「ハッスル」で知られる。バーバラ・ルイスの「ベイビー・アイム・ユアーズ」の作者としても知られる。

## 来歴・人物
ワシントンD.C.生まれ。幼い頃から聖歌隊で歌い、1950年代にドゥーワップのいくつかのグループに参加し、レコードを吹き込む。心理学を学ぶためハワード大学に入学したが2年で中退し、作曲家、A&Rとして活動するようになり、1960年代にグラディス・ナイト&ピップスなどに曲を提供した。また、ブレンダ&タビュレーションズにも楽曲を提供している。
1970年代にもプレジデンツ、フェイス・ホープ&チャリティー、ニュー・センセーションなど、音楽プロデューサーとして活動を続ける一方、ソウル・シティ・シンフォニーを結成した。彼は自身の名義で1975年にインストゥルメンタルのアルバム『ディスコ・ベイビー』を発表した。ここからシングルカットされた「ハッスル」が全米1位、世界でレコード売上総計約1000万枚の大ヒットを記録し、グラミー賞の最優秀ポップ・インストゥルメンタル賞を受賞。西のバリー・ホワイトに対して、東のヴァン・マッコイとも位置づけられた。彼は、アメリカをはじめ、西側世界を中心としたディスコ・ブームの一翼を担った。
この後もディスコのアルバムをリリースする一方、元テンプテーションズのデヴィッド・ラフィンの「ウォーク・アウェイ・フロム・ラブ」など、ソウル/R&Bのシンガー、グループのプロデュースも手がけた。
日本では、吹奏楽や高校野球の応援曲として演奏される「アフリカン・シンフォニー」（1974年）の作曲者としても知られた。
1979年に心臓発作を起こし、39歳で死去した。

## ディスコグラフィ

### スタジオ・アルバム
- Night Time Is Lonely Time (1966年、Columbia)
- 『ソウル・インプロヴィゼーションズ』 - Soul Improvisations (1972年、Buddah)
- 『ラブ・イズ・ジ・アンサー』 - Love Is the Answer (1974年、Avco) ※with ソウル・シティ・シンフォニー
- 『ディスコ・ベイビー』 - Disco Baby (1975年、Avco) ※with ソウル・シティ・シンフォニー
- 『ディスコ・キッド』 - The Disco Kid (1975年、Avco)
- 『リアル・マッコイ』 - The Real McCoy (1976年、H&L)
- 『リズム・オブ・ザ・ワールド』 - Rhythms of the World (1976年、H&L)
- 『ムービー・マシーン』 - Van McCoy and His Magnificent Movie Machine (1977年、H&L)
- 『マイ・フェイバリット・ファンタジー』 - My Favorite Fantasy (1978年、MCA)
- 『ロンリー・ダンサー』 - Lonely Dancer (1979年、MCA)

### コンピレーション・アルバム
- The Hustle and Best of Van McCoy (1976年、H&L)
- Sweet Rhythm (1979年、H&L)
- The Best of Van McCoy (1987年、H&L)
- 『アフリカン・シンフォニー』 - African Symphony (2008年、Victor) ※with ソウル・シティ・シンフォニー
- The Best of Van McCoy (2016年、Unidisc Music)

### プロデュース作品
- 「ウェン・ユア・ヤング・アンド・イン・ラブ」 - ルビー&ロマンティックス
- 「ベイビー・アイム・ユアーズ」 - バーバラ・ルイス
- 「ライト・オン・マイ・ティップ・オン・マイ・タング」 - ブレンダ&タビュレーションズ
- 「5-10-15-20-25-30イヤーズ・オブ・ラブ」 - プレジデンツ
- 「愛がすべて」 - スタイリスティックス
- 「ラブ・イズ・ジ・アンサー」 - スタイリスティックス
- 「ウォーク・アウェイ・フロム・ラブ」 - デヴィッド・ラフィン